# Ленинградское (Костанайская область)
Ленинградское (каз. Ленинград) — упразднённое село в Сарыкольском районе Костанайской области Казахстана. Исключено из учётных данных в 2023 году. Входило в состав Севастопольского сельского округа. Находится примерно в 51 км к востоку от районного центра, посёлка Сарыколь. Код КАТО — 396245100.

## Население
В 1999 году население села составляло 650 человек (332 мужчины и 318 женщин). По данным переписи 2009 года, в селе проживало 355 человек (183 мужчины и 172 женщины).